# Белёвское Лесничество
Белёвское Лесничество — поселок в Белёвском районе Тульской области в составе Правобережного сельского поселения. Население - 13 человек (2021).

## География
Находится в юго-западной части Тульской области на расстоянии приблизительно 9 км на восток по прямой от города Белёв, административного центра района.

## История
В конце 1930-х годов здесь был отмечен дом лесника.

## Население
Постоянное население составляло 10 человек (русские 90 %) в 2002 году.
| 2010 |
| ---- |
| 3    |